# Ture Nerman
Ture Nerman, född 18 maj 1886 i Norrköping, död 7 oktober 1969 i Stockholm, var en svensk journalist, radikal politiker (socialdemokrat och tidvis kommunist), antimilitarist och poet. Under hela sitt vuxna liv var han dessutom vegetarian och nykterist.[källa behövs]

## Biografi
Ture Nerman var son till bokhandlaren Janne Nerman och Ida, född Nordberg, bror till konstnären Einar Nerman och arkeologen Birger Nerman samt far till Bengt Nerman. Han gifte sig 6 december 1921 med Nora Charlotta Hedblom (1896–1984).
Nerman blev filosofie kandidat vid Uppsala universitet 1908 och satsade därefter på en karriär som socialistisk journalist, först i Sundsvall och senare i Stockholm. Han var redaktör för Nya Samhället i Sundsvall 1910–1915. Nermans radikala skrivande innefattade en egenkomponerad stavningsreform. Ord som till exempel Sverige blev i Nermans tappning ”Svärge”, ljus blev ”jus”, hjärta blev ”järta” och så vidare.
Han arbetade också som redaktör för Stormklockan och Politiken.

## Politik
Nerman var politiskt radikal och växlade partitillhörighet mellan Socialdemokraterna och Sveriges kommunistiska parti. När första världskriget bröt ut 1914 blev Nerman en förkämpe i Zimmerwaldrörelsen, den socialistiska internationella grupp som kämpade emot kriget. Han var tillsammans med Zeth Höglund en av grundarna av den svenska kommunistiska rörelsen 1917 och i april det året välkomnade han de ryska bolsjevikledarna Lenin och Zinovjev på deras genomresa genom Stockholm. Han reste själv till Sovjetunionen tre gånger, 1918 (med Anton Nilson), 1920 och 1927 och träffade många av de främsta bolsjevikledarna, som Trotskij, Zinovjev, Kamenev, Bucharin, Kollontaj och Radek. Nerman hyllade Lenin och den ryska oktoberrevolutionen, men han fördömde stalinismen och den senare utvecklingen i Sovjetunionen.
Nerman satt i riksdagen för Socialistiska partiet 1930–1937 (det partiets nazistvänliga orientering inträdde först från 1939, när Nerman hade lämnat partiet) och för Socialdemokraterna 1946–1953. Sitt kraftiga motstånd mot nazismen demonstrerade han där vid ett flertal tillfällen; när de svenska tidningarna rapporterade om den tyska judeförföljelsen och köpbojkotten med början mars 1933 förvägrades Nerman att ställa en interpellation till ecklesiastikminister Arthur Engberg. Nermans fråga gällde huruvida regeringen skulle göra något för Tysklands förföljda judiska forskare och konstnärer och ge dem asyl i Sverige. Omröstningen i första kammaren den 20 april 1933 resulterade i att Nerman förvägrades begära interpellationen med röstsiffrorna 62 mot 59, vilket väckte stor debatt.
Mot slutet av sitt liv bytte Nerman delvis ideologisk inriktning. Han blev anhängare av ett svenskt Natomedlemskap och stödde Sydvietnam och USA i Vietnamkriget.
Nerman var också Israelvän och ingick i den första styrelsen för Samfundet Sverige–Israel i samband med organisationens bildande 1953.

## Redaktör

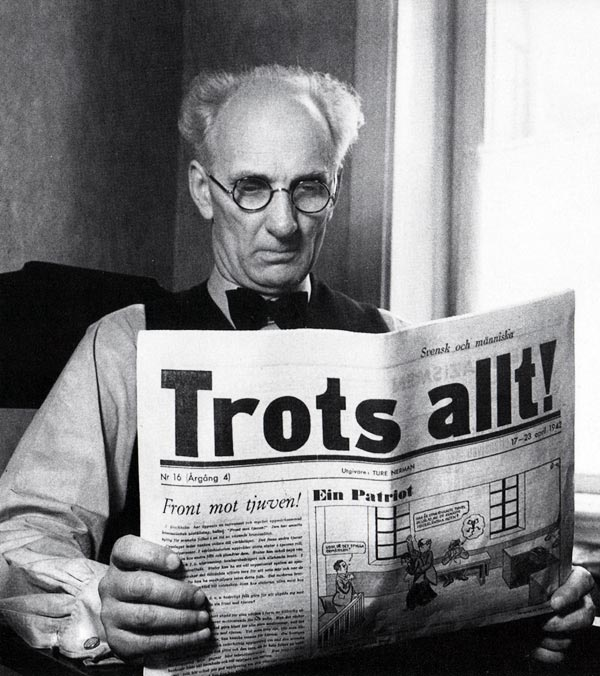
Ture Nerman läser Trots allt! 1942

Under andra världskriget gav Nerman ut den kraftfullt antinazistiska tidningen Trots allt! Namnet till tidningen hade han lånat från Karl Liebknechts text "Trotz Alledem!" Tidningen utgavs 1939–1945, men flera nummer beslagtogs av censuren och i rättegång 1939 dömdes Ture Nerman till tre månaders fängelse för att i en tidningsartikel ha kritiserat Adolf Hitler. Nerman hade skrivit en artikel den 10 november med rubriken "Hitlers helvetesmaskin", och den skarpa ordalydelsen i artikeln ansågs inte acceptabel av de svenska myndigheterna. Nerman skrev själv om dess olika "brott" i en ledare i Trots allt! den 9 juni 1944 och menade att den socialdemokratiska partistyrelsen utdömt tidningen bland annat för att de ansåg att den haft för avsikt att skada partiet och för att den anklagat partivänner för att vara nazister.
Samtliga ledare, även de som beslagtagits, publicerades 1946 i boken För människovärdet.
Ture Nerman var också engagerad i flera antinazistiska organisationer. Han grundade Förbundet Kämpande Demokrati, en antinazistisk organisation som hade över 2 000 medlemmar. Han var också medlem i organisationen Tisdagsklubben.

## Författarskap
Som poet debuterade Nerman 1909 och gav totalt ut arton diktsamlingar samt några romaner. Hans mest kända dikt är troligen "Den vackraste visan om kärleken" (skriven 1916, publicerad 1918, tonsatt 1939 av Lille Bror Söderlundh), som handlar om första världskrigets meningslöshet. Han skrev också revykupletter åt Ernst Rolf under dennes tidiga karriär på 1910-talet.
Ture Nermans självbiografi i tre delar heter Allt var ungt, Allt var rött och Trots Allt!
Han skrev och översatte under hela sitt liv politiska skrifter, men kunde också ägna sig åt händelser i svensk historia såsom Fersenska mordet. Under åren 1935–1947 tillkom också en rad minnesskrifter över olika fackförbund.

### Revolutionär diktning
Ture Nermans stora passion var diktandet, sina egna alster, och andras. Han skrev huvudsakligen två typer av dikter, kärleksdikter och politiska dikter. Här följer en sådan dikt, "Till Bärget", en hyllningsdikt till den ryska Oktoberrevolutionen 1917, publicerad i den kommunistiska tidningen Politiken den 11 november. Titeln syftar på den franska revolutionens yttersta vänsterparti, med vilket Nerman vill jämföra bolsjevikerna. (Se Bergpartiet.) Dikten inleds:
| ” | Hurra, revolutionen lever än! Det går ändå framåt vid Nevans vatten. På tsar Kerenskijs grav står livets män: Lenin med Zimmerwalds kokard i hatten! | „ |

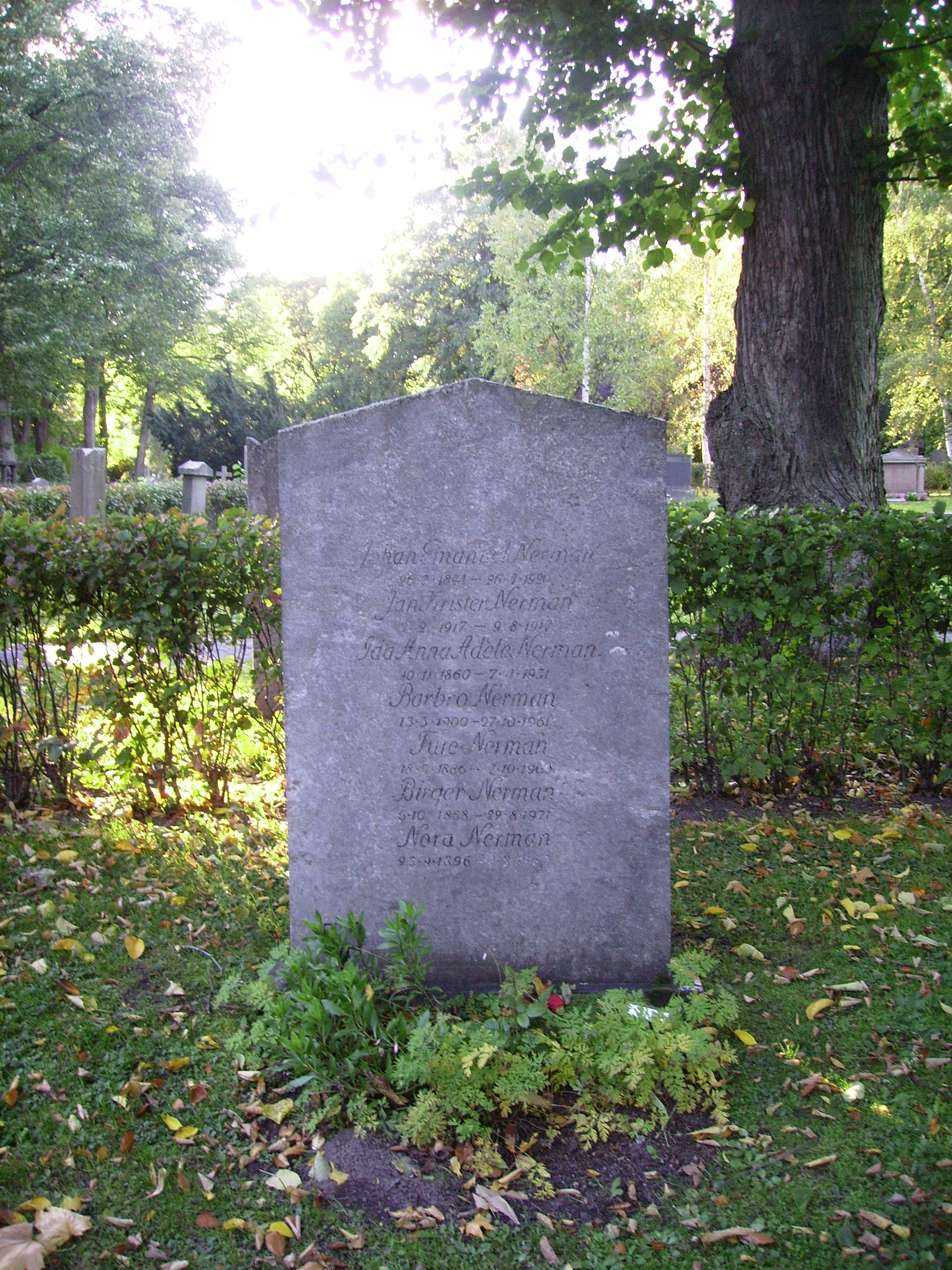
Ture Nermans gravvård på Norra begravningsplatsen i Solna kommun.

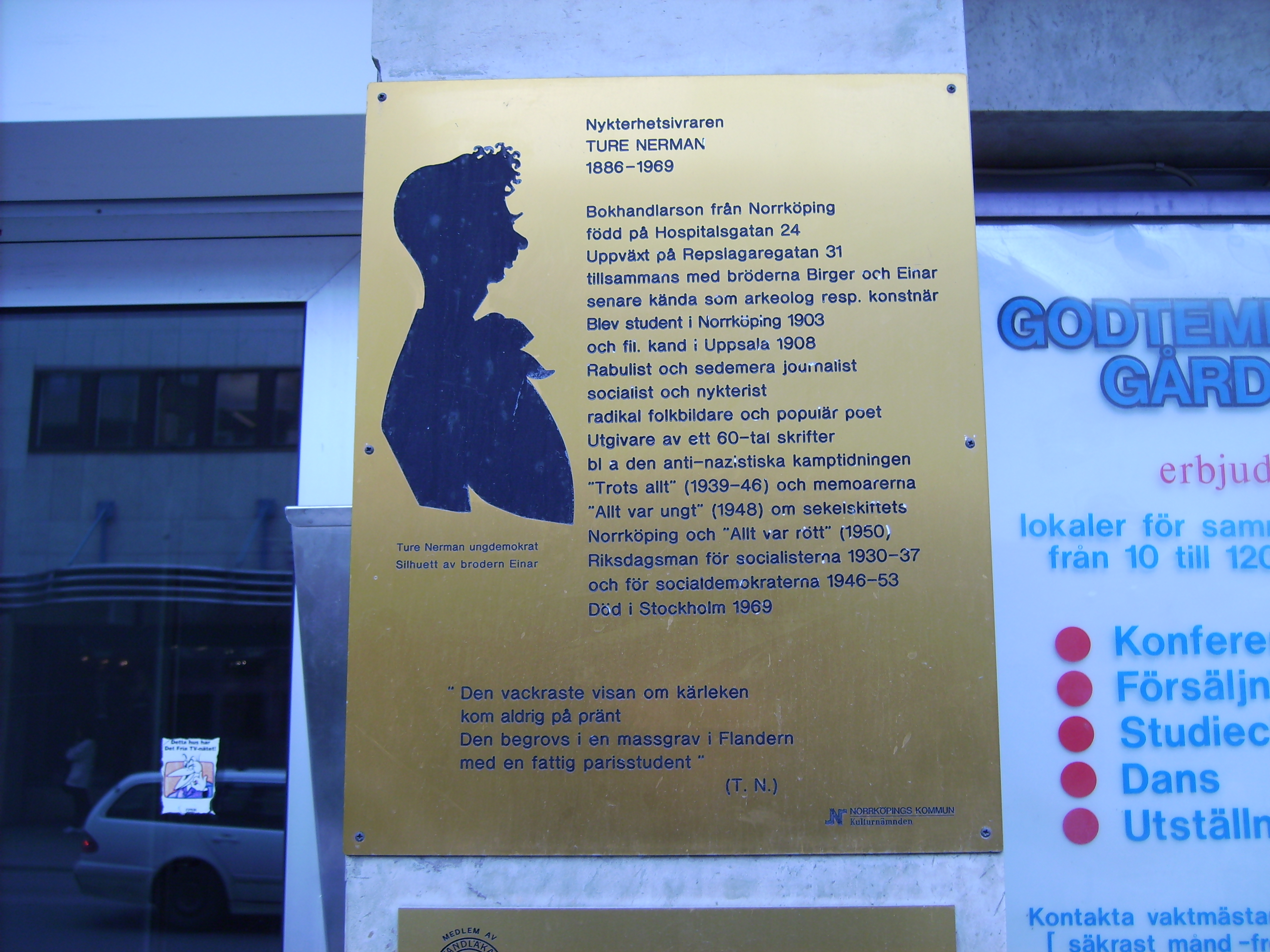
Ture Nermans minnesskylt vid Repslagaregatan 9 i Norrköping, den adress i kvarteret Korpen där han växte upp. Han föddes dock på Hospitalsgatan 24 i samma stad.

Om Nermans apostasi skaldar tidigare partikamraten Arthur Magnusson år 1934 i en dikt kallad "NU!", som är en parafras på Nermans egna dikt med samma namn:
| ” | Det var tider av frid och av solsken och av pappersdat. Då var ingen fälld av en Mestertons eld, då var åtal ej vardagsmat. Då rörde vår press sej med pengar, och man åt på Teaterkafét. Det var drägligt och bra att slåss för Moskva som revolutionspoet. Vi skruvade opp oss till patos och stormar tiggde vi om. Men vart tog du vägen, Nerman, när stormen äntligen kom? Den stormen av krig och av strider, av häktning och kulsprutebly, som fast Kilbom sa’ nej dock inställde sej och alltjämt stegrar sitt gny. | „ |

## Eftermäle
Ture Nerman har fått en liten gata uppkallad efter sig på Kungsholmen i Stockholm, Ture Nermans gränd. I Bergen, Norge, finns sedan 1964 Ture Nermans vei.

### Skönlitteratur
- Nidvisor och solsalmer : tillägnade Gud, Eva och härr Bourgeois. Sundsvall: [s.n.]. 1909. Libris 935496
- Olov Edes vaxduksbok : en upsalahistoria. Sundsvall. 1909. Libris 2932979
- Kvinnokväden : översättningar och eget. Stockholm: Fram. 1910. Libris 726273
- De röda rosornas folk. Stockholm: Fram. 1911. Libris 935501
- Farbröder : riksdagsprofiler och enfacer / av Brutus ; den vanvördiga versen däremot av Lucie Fehr. Sundsvall: Nya samhället. 1912. Libris 1633131 - Brutus = Ivar Starkenberg.
  -  Farbröder : parlamentariska nidvisor / med små dekorationer av I. Stbg. Stockholm: Fram. 1913. Libris 1637601
- I brynja och brånad : värs. Stockholm: Bonnier. 1913. Libris 1637602
- Olympen : ett gammalt Upsalahus. Stockholm: Tiden. 1913. Libris 1637604
- Sånger om John Finkelman : propagandavärs. Stockholm: Fram. 1915. Libris 1637605
- I fiendeland : dikter till det första världskriget. Stockholm: Tiden. 1916. Libris 31217
- Nyår 1917 : prolog vid skandinaviska fredsveckan julen 1916-trettondedagen 1917. Fredsskrifter, 99-1589493-7 ; 48. Stockholm: Svenska freds- och skiljedomsfören. 1916. Libris 1652016
- Fruntimmer : ett poesialbum. Stockholm: Bonnier. 1918. Libris 1656480. https://litteraturbanken.se/f%C3%B6rfattare/NermanT/titlar/Fruntimmer/sida/I/faksimil?om-boken
- Massornas dag : kampdikter. Stockholm: Fram. 1918. Libris 1656485
- Soldatsång. Karlskrona. 1918. Libris 2932988
- Karl Liebknecht och Rosa Luxemburg : en minnesdikt. Stockholm: Fram. 1920. Libris 1656484
- Rösta ja! : [nykterhetsdikter]. Stockholm. 1922
- Fem friska : tids- och sedeskildringar från det lilla landet. Samlade skrifter, 99-0760188-8 ; 11. Stockholm: Tiden. 1924. Libris 1475744
- Lögnen. Göteborg. 1924. Libris 1475747
- Kupletterna ur Pansarkryssaren Per Albin : flottrevy "omedelbart och i ett sammanhang" med körer, kupletter, malajer, skönshinglade sjömän, försvarsberedning och militär sakkunskap. Stockholm: Fram. 1927. Libris 1332604 - Tillsammans med Gustav Johansson.
- Nog föder Gud höken. Stockholm: Fram. 1927. Libris 1340817
- Kupletterna ur Hoppla, va'dom lever eller på kryss med "Per Albin"- med Hårleman i kölvattnet : studiecirkel i ekonomisk, industriell, social och kulturell demokrati i två sammanträden och 20 lektioner : idéer och teser från Moskva : musiken exproprierad genom K. Socialiseringsnämnden, Stockholm. Stockholm. 1928. Libris 2728845 - Tillsammans med Gustav Johansson.
- Ur Svenska blå blusens visor och kupletter. Göteborg: H. Struve. 1928. Libris 1331770 - Tillsammans med Gustav Johansson.
- För eller mot?. Stockholm: Holmström. 1939. Libris 1180795
- Prolog vid invigningen av Statens historiska museums [Stockholm] nybyggnad den 17 april 1943. Stockholm. 1943. Libris 2932981
- Prolog vid Stockholms rörarbetarefackförenings 50-årsjubileum i Konserthuset lördagen den 30 september 1939. Stockholm. 1939. Libris 2932982
- Prolog vid Svenska beklädnadsarbetareförbundets 50-årsjubileum söndagen den 20 augusti 1939. Stockholm. 1939. Libris 2932983
- Prolog vid Svenska grov- och fabriksarbetareförbundets 50-årsjubileum 1941. Stockholm. 1941. Libris 2932984
- Prolog vid Svenska murareförbundets jubileumskongress 1941. [Stockholm]. 1941. Libris 2932985
- Dikt i dag. Stockholm. 1944. Libris 1181292
- Kärleksdikter och andra vers i våren. Stockholm: Folket i bild. 1946. Libris 1180798
- Typografiska föreningens i Stockholm 100-årsjubileum den 9 november 1946 : Kantat. Stockholm. 1946. Libris 2932989
- Kampdikter. Stockholm: Folket i Bild. 1947. Libris 751314
- Minnenas kavalkad : sång och talspel : SSU:s 30-årsjubileum. Stockholm: Sveriges socialdemokratiska ungdomsförbund. 1947. Libris 2077141

### Varia
- Festskrift utg. i anledning av statsrådet Gustaf Albert Peterssons 60 års födelsedag / av minnesgoda offer. Stockholm: Fram. 1911. Libris 1633168 - Utgiven anonymt.
- Kina åt kineserna : tankar om nationalism och nationella värden. Stockholm. 1914. Libris 1274563
- Förnuftig svensk skrift : ett inlägg i stavningsstriden. Stockholm: Tiden. 1917. Libris 1656481
- Folkhatet : en värdskrigsstudie. Stockholm: Sv. andelsförl. 1918. Libris 1656479
- Svarta brigaden. Stockholm: Fram. 1918. Libris 1318830
- Cyrano de Bergerac : hans liv och diktning : [en studie]. Stockholm: Svenska Andelsförlaget. 1919. Libris 625728
- Humanister, fram! : tankar om våldet i politiken. Stockholm: Fram. 1919. Libris 1656482
- Karl Liebknecht och Rosa Luxemburg : En minnesskrift. Stockholm: Fram. 1919. Libris 1656487 - Tillsammans med Zeth Höglund.
- Den röda ungdomens väg. Stockholm: Fram. 1919. Libris 1656478
- Borgarkulturens undergång. Röd kultur. Stockholm: Fram. 1920. Libris 659517
- Ska vi vänta --?. Stockholm. 1922. Libris 2932986
- Arbetarnas bildningsarbete. Stockholm: Fram. 1923. Libris 1382446
- Farfars fästmansbrev : ur en fattig pastorsadjuncts kärlekssaga från 1830-talet. Uppsala: Lindblad. 1926. Libris 1340814
- Klasskamp eller knäfall? : arbetarklassen och religionen. Stockholm: Fram. 1929. Libris 2236611
- I vilda östern : bolsjevikliv skildrat i resedagböcker 1918, 1920, 1927. Samlade skrifter ; 9:1. Stockholm: Ljungberg. 1930. Libris 741918
- Otto Lindblad : ett sångaröde : efter självbiografiska anteckningar och gamla brev. Uppsala: Lindblad. 1930. Libris 1340818
- Småskrifter. Samlade skrifter ; 6. Stockholm. 1930. Libris 3060483
- Mänskligheten på marsch : en världshistoria i fickformat. Samlade skrifter, 99-0760188-8 ; 10. Stockholm: Ljungberg. 1931. Libris 889512
  -  Menneskeheden paa Vandring : en Verdenshistorie / paa Dansk ved Carl Thomsen. Köbenhavn. 1948. Libris 2932976
- Poet och grälmakare. [1]-2. Samlade skrifter ; 7. Stockholm: Ljungbergs förl. 1932. Libris 741923
- Boxarnäsan : uppsatser i kulturella ämnen. [1]-2. Samlade skrifter ; 8. Stockholm: Ljungberg. 1933–1935. Libris 741919
- Fersenska mordet : historiskt reportage från Stockholm den 20 juni 1810. Stockholm: Saxon & Lindström. 1933. Libris 1349632. https://litteraturbanken.se/f%C3%B6rfattare/NermanT/titlar/FersenskaMordet/sida/I/faksimil
- Politisk skymningsbal : "Demokratin försvarar demokratin". Stockholm: Partiförlaget. 1933. Libris 1349634
- I vilda västern : en Amerikatripp i världskrigstid. Stockholm: Ljungberg. 1935. Libris 1349633
- 50 års bygge : Stockholms byggnadstimmermans- och byggnadssnickarefackföreningars historia 1885–1935. Stockholm: Tryckeri Boken. 1935. Libris 1349631
- Järnbärarna : en arbetarkårs historia. Stockholm: Tidens. 1936. Libris 8202915
- Röda resor. Sthlm. 1936. Libris 31238
- Vill du fred för Sverges folk? : Ture Nermans svar till Bagge och Sandler : ett tal som icke fick radieras. Sundsvall: Nord. centraltr. 1936. Libris 1373895
- Med nål och tråd : historik över Svenska beklädnadsarbetareförbundets avdelning 1, Stockholm, 1881–1931. Stockholm: Arbetarnes tr. 1937. Libris 8219242
- Wilhelm von Braun. 1-2. Samlade skrifter, 99-0760188-8 ; 12. Stockholm: Ljungberg. 1937–1938. Libris 904451
- Crusenstolpes kravaller : historiskt reportage från Stockholm sommaren 1838. Stockholm: Saxon & Lindström. 1938. Libris 1373888. https://litteraturbanken.se/f%C3%B6rfattare/NermanT/titlar/CrusenstolpesKravaller/sida/I/faksimil?om-boken
- Svensk arbetarrörelse under hundra år. Stockholm: Tiden. 1938. Libris 8198555
- Europa 1940. Stockholm: Trots allt!. 1939. Libris 1373889 - Konfiskerad utan rättegång.
- Stockholms rörarbetare 1889–1939 : historik. Stockholm. 1939. Libris 8219244
- Svenska beklädnadsarbetareförbundet 1889–1939 : historik. Stockholm: Förb. 1939. Libris 8215090
- Stockholms hissmontörer : historik över Svenska elektriska arbetareförbundets avdelning 34. Stockholm: Arbetarnes tr. 1940. Libris 8219243
- Stockholms postmän : historik över Stockholmskretsen av Svenska postmannaförbundet 1890–1940. Stockholm: Tiden. 1940. Libris 1373892
- Svensk och människa. Stockholm: Trots allt!. 1940. Libris 1373894 - Konfiskerad utan rättegång. - En förkortad upplaga Vår censurerade framtid utkom samma år.
- Svenska murareförbundet 1890–1940. Stockholm: Förbundet. 1941. Libris 1291582
- K.J. Gabrielsson (Karolus). Märkesmän i svensk arbetarrörelse, 99-3073835-5 ; 1. Stockholm: Tiden. 1942. Libris 8215376
- Sverige i beredskap. Stockholm: Trots allt. 1942. Libris 1411712
- Svenska bokbindareförbundet 1893–1943 : historik. Stockholm: [Svenska bokbindareförbundet]. 1943. Libris 8207120
- Vad är demokrati?. Stockholm: Trots allt. 1943. Libris 1236261
- Släkterna Nerman. Karlstad: Nermans trycksaker. 1945. Libris 1411711
- För människovärdet : Trots allt!-artiklar 1939–1945. Stockholm: Trots allt!. 1946. Libris 247086
- Svensk och ryss : ett umgänge i krig och handel. Stockholm: Saxon & Lindström. 1946. Libris 889179
- Allt var ungt : minne och redovisning. Stockholm: KF:s bokförlag. 1948. Libris 863784. https://litteraturbanken.se/f%C3%B6rfattare/NermanT/titlar/AlltVarUngt/sida/I/faksimil?om-boken
- Kommunisterna : från Komintern till Kominform. Stockholm: Tiden. 1949. Libris 28231
- En skandinav i motvind : Orvar Odd om tyskar, frihet och smör. Stockholm. 1949. Libris 2932987
- Allt var rött : minne och redovisning. Stockholm: Kooperativa förbundet. 1950. Libris 660458. https://litteraturbanken.se/f%C3%B6rfattare/NermanT/titlar/AlltVarR%C3%B6tt/sida/I/faksimil?om-boken
- Arbetarsångaren Joe Hill : mördare eller martyr?. Stockholm: Federativs förlag. 1951. Libris 1444304
  -  Joe Hill : mördare eller martyr? ([Ny utg.][efterskrift av Hans Haste]). Solna: Pogo press. 1979. Libris 7639441. ISBN 9173860468
- Studiecirkeln : historik kring ett halvsekelminne. Stockholm: Eklund. 1952. Libris 523136
- Troll i ord : inrim och uddrim i svensk vers. Stockholm: Tiden. 1954. Libris 683214. https://litteraturbanken.se/f%C3%B6rfattare/NermanT/titlar/TrollIOrdInrimOchUddrim/sida/I/faksimil?om-boken
- Trots allt! : minne och redovisning. Stockholm: Kooperativa förbundets bokförl. 1954. Libris 368335. https://litteraturbanken.se/f%C3%B6rfattare/NermanT/titlar/TrotsAllt/sida/I/faksimil?om-boken
- Rädda framtiden!. Stockholm: Westerberg. 1955. Libris 1444305
- Hjalmar Branting : kulturpublicisten. Stockholm: Tiden. 1958. Libris 467817
- Hjalmar Branting - fritänkaren. Socialistisk bokklubb, 99-0593241-0. Stockholm: Tiden. 1960. Libris 68655
- Vi bygger : Stockholms byggnadstimmermans- och byggnadssnickarefackföreningars historia 1885–1960. Stockholm: [fören.]. 1960. Libris 747282
- Demokrati och diktatur. Folkbildningsserien, 99-0144049-1. Stockholm: Liber. 1961. Libris 8075224
- Svenska murareförbundet 1941–1960 : historik. Stockholm: förb. 1961. Libris 8212456
- Tre vänner om Carl Lindhagen / Ture Nerman, Ellen Hagen, Birger Nerman. Stockholm: Natur o. kultur. 1961. Libris 1975774
- Borgerlig begravning : en handledning / utarbetad av Ture Nerman och Per Anders Fogelström. Stockholm: Förbundet för religionsfrihet. 1962. Libris 800757
- Clarté : en studie i studentpolitik. Stockholm: Natur & kultur. 1962. Libris 442468
- Första internationalen 1864–1876 : en jubileumshistorik. Stockholm: Arbetarnas kulturhistoriska sällskap. 1964. Libris 119458
- En oscarians bekännelser. Stockholm: Bok o. bild. 1965. Libris 629579
- Arbetarrörelsens nykterhetspolitik : [uttalanden och historik]. Stockholm: Arbetarnas kulturhistoriska sällskap. 1966. Libris 748831
- Akademikerna i arbetarrörelsen. Stockholm: Rabén & Sjögren. 1967. Libris 8076906
- Sverige på glid. Stockholm: Andromeda. 1967. Libris 8390039
- Överheten möter arbetarna : 1800-talets framväxande arbetarklass och arbetarrörelse sedda i landshövdingarnas femårsrapporter : en orientering. [Stockholm]. 1967. Libris 688355
- Tre brev om moral. Stockholm: Andromeda. 1968. Libris 1966435
- En bok om Blidö. Stockholm: Rabén & Sjögren. 1978. Libris 7234238. ISBN 91-29-51159-3

### Samlade upplagor och urval
- Samlad vers. 1-2. Stockholm: Tiden. 1922. Libris 54672
- Samlade skrifter. 1-12. Stockholm: Ljungberg. 1930–1938. Libris 741917
- Den vackraste visan... : och 79 andra dikter utgivna till Ture Nermans åttioårsdag. Stockholm: Rabén & Sjögren. 1966. Libris 1912125
- Dikter. Stockholm: Sober. 1993. Libris 7632595. ISBN 9172962933
- Brandtal mot nazismen / urval och redigering: Per Leander. [Johanneshov]: Bokförläggarna Röda Rummet. 2019. Libris 6hwjc3dq44pwcsjg. ISBN 9789198328370

### Översättningar i urval
- Knut Hamsun: Svält (Sult) (Sundsvall: Nya samhället, 1910–1911)
- H. G. Wells: Funderingar över skodon (This misery of boots) (Tiden, 1915)
- Robert W. Service: Guldgrävardikter (Bonnier, 1917)
- Rosa Luxemburg: Massaktion och revolution (Fram, 1917)
- Maksim Gorkij: Småborgaren och revolutionen (Fram, 1920)
- Lev Trotskij: Arbetarklassen och världsläget (den nya etappen) (Fram, 1923)
- Upton Sinclair: Det tusenåriga riket: en historia från år 2000 (The millennium) (Holmström, 1924)
- Heinrich Heine: Ungdomsdiktning (Tiden, 1926)
- Egon Erwin Kisch: Har äran presentera paradiset Amerika (Egon Erwin Kisch beehrt sich darzubieten: Paradies Amerika) (Tiden, 1930)
- Willy Brandt: Norge kämpar: nordisk anda mot främmande bajonetter (Trots allt!, 1941)
- Poul Ørum: Den gyllene bärnstenen (Det gyldne rav) (Tiden, 1958)
- Franz Mehring: Gustaf II Adolf (Gustav Adolf: ein Fürstenspiegel zu Lehr und Nutz der deutschen Arbeiter) (Arkiv för studier i arbetarrörelsens historia, 1979)
- Joe Hill: Svarta präster (1911):

Svarta präster står upp titt och tätt, 

lär dej skilja på synd och på rätt, 

men begär du ett torrt stycke bröd, 

sjunger kören i trossäker glöd.

Du får mat, o kamrat

uti himmelens härliga stat! 

Svält förnöjd! O vad fröjd!

Du får kalvstek i himmelens höjd.